# Молін-Ейкерс (Міссурі)
Молін-Ейкерс (англ. Moline Acres) — місто (англ. city) в США, в окрузі Сент-Луїс штату Міссурі. Населення — 2156 осіб (2020).

## Географія
Молін-Ейкерс розташований за координатами 38°44′43″ пн. ш. 90°14′35″ зх. д. / 38.74528° пн. ш. 90.24306° зх. д. (38.745405, -90.243005).  За даними Бюро перепису населення США в 2010 році місто мало площу 1,47 км², уся площа — суходіл.

## Демографія
Згідно з переписом 2010 року, у місті мешкали 2442 особи в 942 домогосподарствах у складі 643 родин. Густота населення становила 1661 особа/км².  Було 1043 помешкання (709/км²).
Расовий склад населення:
| - 92,1 % — чорних або афроамериканців - 6,3 % — білих - 0,2 % — корінних американців |

До двох чи більше рас належало 1,1 %. Частка іспаномовних становила 0,8 % від усіх жителів.
За віковим діапазоном населення розподілялося таким чином: 27,1 % — особи молодші 18 років, 60,4 % — особи у віці 18—64 років, 12,5 % — особи у віці 65 років та старші. Медіана віку мешканця становила 37,4 року. На 100 осіб жіночої статі у місті припадало 74,8 чоловіків;  на 100 жінок у віці від 18 років та старших — 69,1 чоловіків також старших 18 років.
Середній дохід на одне домашнє господарство  становив 46 095 доларів США (медіана — 37 188), а середній дохід на одну сім'ю — 46 723 долари (медіана — 38 606). Медіана доходів становила 30 066 доларів для чоловіків та 26 795 доларів для жінок. За межею бідності перебувало 21,0 % осіб, у тому числі 37,9 % дітей у віці до 18 років та 2,8 % осіб у віці 65 років та старших.
Цивільне працевлаштоване населення становило 958 осіб. Основні галузі зайнятості: освіта, охорона здоров'я та соціальна допомога — 28,6 %, мистецтво, розваги та відпочинок — 13,8 %, роздрібна торгівля — 12,1 %, науковці, спеціалісти, менеджери — 10,9 %.